# FWE Heavyweight Championship
Le FWE Heavyweight Championship est un championnat de catch de la Family Wrestling Entertainment (FWE). Le premier champion est Charlie Haas. Le titre connaît actuellement sept règnes, partagé entre sept différents catcheurs. A.J. Styles est le champion actuel.

## Statistiques
| Record                 | Champion           | Chiffre   | Notes                             |
| ---------------------- | ------------------ | --------- | --------------------------------- |
| Le plus de règnes      | Tous les champions | 1         |                                   |
| Règne le plus long     | John Hennigan      | 628 jours | Lors de son règne de 2013 à 2015. |
| Règne le plus court    | Tommy Dreamer      | 70 jours  | Lors de son règne en 2012.        |
| Champion le plus âgé   | Tommy Dreamer      | 41 ans    |                                   |
| Champion le plus jeune | Jay Lethal         | 27 ans    |                                   |
| Champion le plus lourd | Tommy Dreamer      | 118 kg    |                                   |
| Champion le plus léger | A.J. Styles        | 92 kg     | Dernier champion.                 |
| Champion le plus grand | Tommy Dreamer      | 1,91 m    |                                   |
| Champion le plus petit | Jay Lethal         | 1,75 m    |                                   |

## Historique du titre

### Règnes
| # | Champion      | Règne | Date             | Jours     | Lieu              | Événement                | Notes                                                                             | Réf.  |
| - | ------------- | ----- | ---------------- | --------- | ----------------- | ------------------------ | --------------------------------------------------------------------------------- | ----- |
| 1 | Charlie Haas  | 1     | 20 août 2011     | 119 jours | New York City, NY | The Empire City Showdown | Haas bat Jay Lethal et Eric Young pour devenir le premier champion                | [ 1 ] |
| 2 | Eric Young    | 1     | 17 décembre 2011 | 98 jours  | New York City, NY | Haastility               |                                                                                   | [ 2 ] |
| 3 | Jay Lethal    | 1     | 24 mars 2012     | 126 jours | New York City, NY | Welcome to the Rumble    |                                                                                   | [ 3 ] |
| 4 | Tommy Dreamer | 1     | 28 juillet 2012  | 70        | Carle Place, NY   | X                        | Dreamer bat Jay Lethal, Brian Kendrick et Carlito dans un 4 Way elimination match | [ 4 ] |
| 5 | Carlito       | 1     | 6 octobre 2012   | 258 jours | Poughkeepsie, NY  | House of Hardcore        | Carlito bat Tommy Dreamer et Mike Knox                                            | [ 5 ] |
| 6 | John Hennigan | 1     | 21 juin 2013     | 628       | Corona, NY        | Welcome to the Rumble 2  |                                                                                   | [ 6 ] |
| 7 | A.J. Styles   | 1     | 11 mars 2015     | ?         | Brooklyn, NY      | Hennigan vs. Styles      |                                                                                   | [ 7 ] |
| — | Désactivé     | —     | ?                | —         | ?                 | —                        | Désactivé quand la FWE a fermé ses portes.                                        |       |

## Règne combinés
| Rang | Champion      | Règne | Jours combinés |
| ---- | ------------- | ----- | -------------- |
| 1    | John Hennigan | 1     | 628            |
| 2    | Carlito       | 1     | 258            |
| 3    | A.J. Styles   | 1     | 3 656 jours+   |
| 4    | Jay Lethal    | 1     | 126            |
| 5    | Charlie Haas  | 1     | 119            |
| 6    | Eric Young    | 1     | 98             |
| 7    | Tommy Dreamer | 1     | 70             |